# IV Liceum Ogólnokształcące im. Hetmana Stanisława Żółkiewskiego w Siedlcach
IV Liceum Ogólnokształcące im. Hetmana Stanisława Żółkiewskiego w Siedlcach – jedna z najstarszych placówek szkolnictwa średniego w tym mieście. Wpisana jako zabytek nr A-65 z 02.02.2001 roku.

## Historia
W 1844 przeniesiono do Siedlec gimnazjum z Łukowa. W szkole kultywowano tradycje patriotyczne, co zaowocowało uczestnictwem uczniów w powstaniu styczniowym, jednym z uczestników walk był późniejszy pisarz Aleksander Głowacki. Po upadku powstania liceum podlega intensywnej rusyfikacji. W 1915 roku budynek przy ul. Szkolnej (dziś Konarskiego) zajmują Niemcy, a szkoła przestaje działać. Po odzyskaniu niepodległości w 1918 roku Gimnazjum Podlaskie, mieszczące się przy ul. Floriańskiej, zostało upaństwowione. Podczas uroczystości  wychowanek szkoły, minister Antoni Ponikowski wygłosił następujący tekst: "Aktem z dnia 20 sierpnia 1918 roku Towarzystwo pomocy szkolnej oddało utrzymywane przez siebie w Siedlcach gimnazyum podlaskie na własność państwa polskiego. Niniejszym uznaję szkołę tę za państwową i pragnę, aby młodzież miała zawsze przed oczyma najwyższy wzór rozumu państwowego, cnoty obywatelskiej, rycerskiego honoru, niezłomnej służby i poświęcenia dla ojczyzny, nadaję szkole nazwę: Królewsko Polskie gimnazyum imienia Żółkiewskiego". 
Szkoła została przeniesiona do budynku przy ul. Szkolnej. W latach 20. XX wieku szkoła działała jako Państwowe Gimnazjum im. Hetmana Żółkiewskiego w Siedlcach. W 1923 ze szkoły wydzielono gimnazjum im. Bolesława Prusa. Okres międzywojenny to czas największego rozkwitu szkoły, absolwenci stanowili wtedy elitę intelektualną Siedlec. W czasie II wojno światowej prowadzono tajne nauczenie. W 1961 władze zamknęły liceum argumentując to reformą szkolnictwa. W 1991 reaktywowano działalność liceum.

## Dyrektorzy
- Karol Piechowski (od 1 II 1925)[4]

## Absolwenci
- Aleksander Głowacki (Bolesław Prus) – pisarz
- Wiesław Łuka – prozaik, reportażysta, krytyk literacki i scenarzysta filmowy
- Marcin Pawlikowski – architekt, wykładowca akademicki
- Antoni Ponikowski – premier, minister Wyznań Religijnych i Oświecenia Publicznego w okresie II RP, rektor Politechniki Warszawskiej
- Kazimierz Zembrzuski – profesor Politechniki Warszawskiej, konstruktor - twórca pierwszych w Polsce, zaprojektowanych całkowicie samodzielnie, parowozów
- Marian Jacek Woszczerowicz – aktor, reżyser, wykładowca Państwowej Wyższej Szkoły Teatralnej w Warszawie